# Lazofoksyfen
Lazofoksyfen (łac. lasofoxifenum) – organiczny związek chemiczny, selektywny modulator receptora estrogenowego (SERM) IV generacji o budowie niesteroidowej, stosowany w leczeniu pomenopauzalnej osteoporozy.

## Mechanizm działania
U kobiet w okresie pomenopauzalnym, a także u tych, które przeszły operację usunięcia jajników, spadek poziomu estrogenów powoduje przyspieszenie przemian kostnych z przewagą procesów resorpcji. Prowadzi to do utraty gęstości tkanki kostnej i może być przyczyną wystąpienia osteoporozy, a także zwiększenia ryzyka poważnych złamań, m.in. kręgosłupa, szyjki kości udowej, czy kości nadgarstka. Lazofoksyfen jest lekiem należącym do grupy selektywnych modulatorów receptora estrogenowego (ER). Mechanizm działania lazofoksyfenu jest złożony. Lek, łącząc się z receptorami estrogenowymi α i β powoduje ich dimeryzację, przez co zyskują one zdolność do łączenia się z fragmentem DNA, zwanym elementem oddziałującym z receptorem (ang. estrogen responsive element, ERE). W transkrypcji inicjowanej przez receptor biorą udział fragmenty polipeptydowe receptora, tzw. funkcje aktywujące transkrypcję (TAF-1 i TAF-2). Aktywność TAF-1 nie zależy od ligandu, natomiast aktywność TAF-2 regulowana jest przez ligand związany z receptorem. Aktywacja TAF-1 i/lub TAF-2 inicjowana jest dopiero po przyłączeniu do ERE receptora związanego z ligandem. Transkrypcja wywoływana przez układ receptor-ligand jest różna w różnych tkankach – może być zależna tylko od TAF-1, tylko od TAF-2 lub od obu. Komórki, w których ekspresja genu uzależniona jest od TAF-2, przyłączenie estrogenu pobudza transkrypcję. Lazofoksyfen hamuje transkrypcję zależną od TAF-2. Wykazuje więc działanie antagonistyczne wobec komórek piersi i błony śluzowej macicy. Natomiast w komórkach, które wymagają aktywacji przez TAF-1 (np. komórki kości), lazafoksyfen działa jak estrogen. Lazofoksyfen powoduje estrogenopodobne zwiększenie mineralizacji kości, objawiające się wzrostem gęstości mineralnej tkanki kostnej, spadkiem częstość złamań oraz zmianą stężenia markerów przemiany kostnej we krwi i moczu (C-telopeptyd, osteokalcyna, N-końcowy propeptyd prokolagenu typu I oraz specyficza izoforma fosfatazy alkalicznej). Ponadto łącząc się z ERβ lazofoksyfen hamuje inne czynniki transkrypcyjne, przede wszystkim AP-1. Dzięki temu lazoksyfen wykazuje wysoce selektywne działanie, dotyczące niemal wyłącznie kośćca. Lek wpływa również na metabolizm lipidów, obniżając stężenie całkowitego cholesterolu bez wpływu na trójglicerydy, oraz na czynniki krzepnięcia.

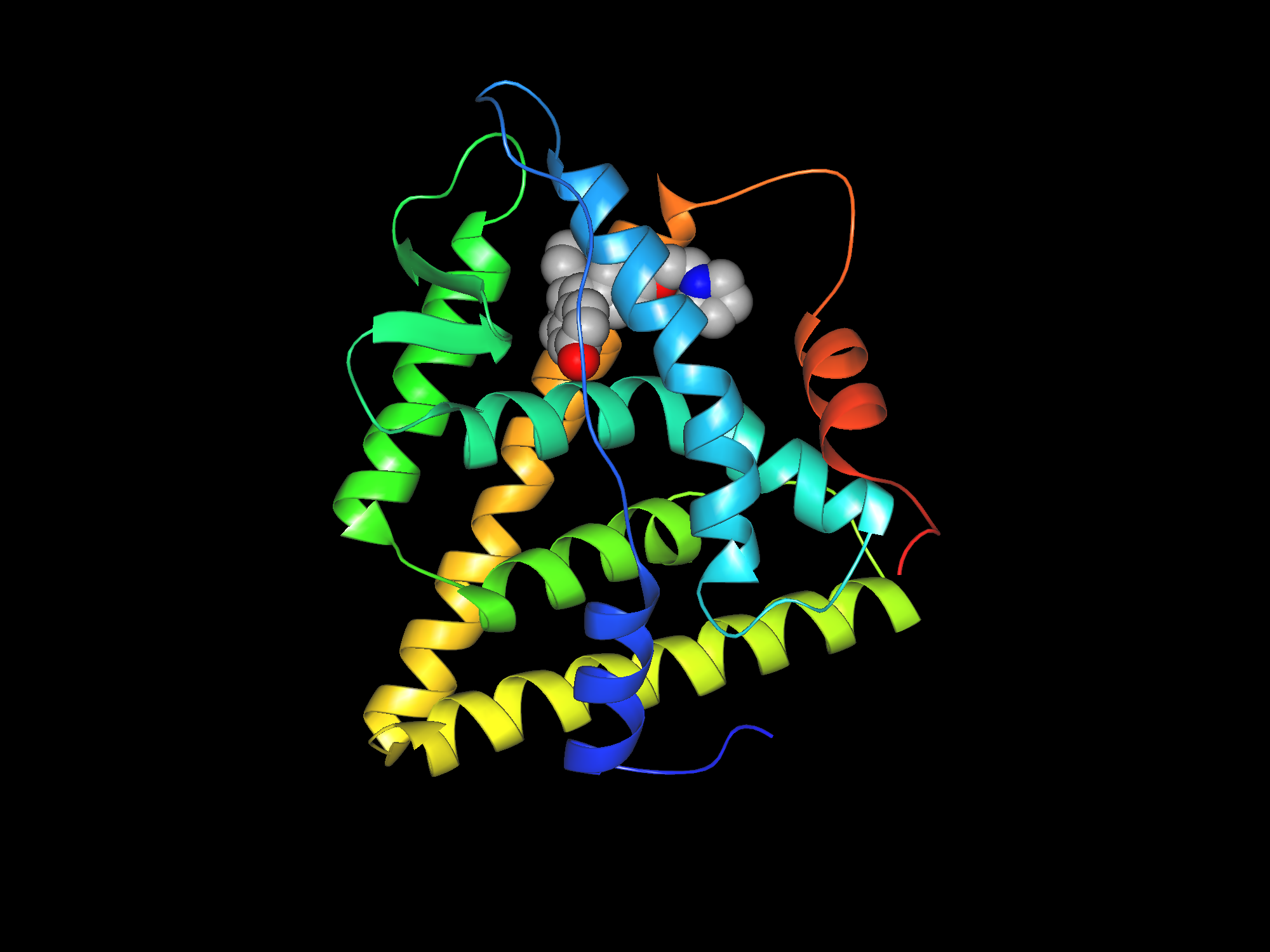
Receptor estrogenowy α związany z ligandem – lazofoksyfenem

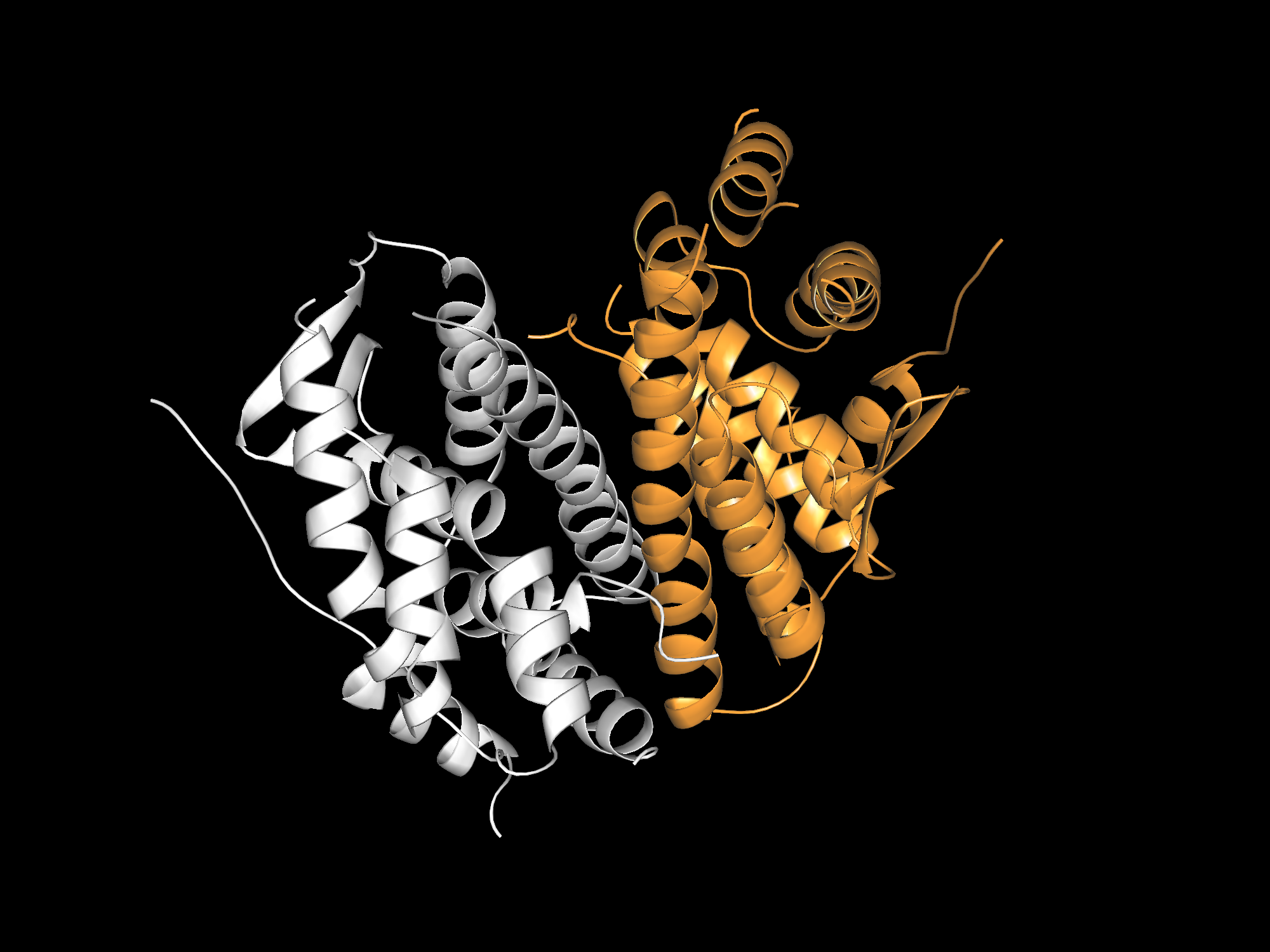
Struktura receptora estrogenowego β

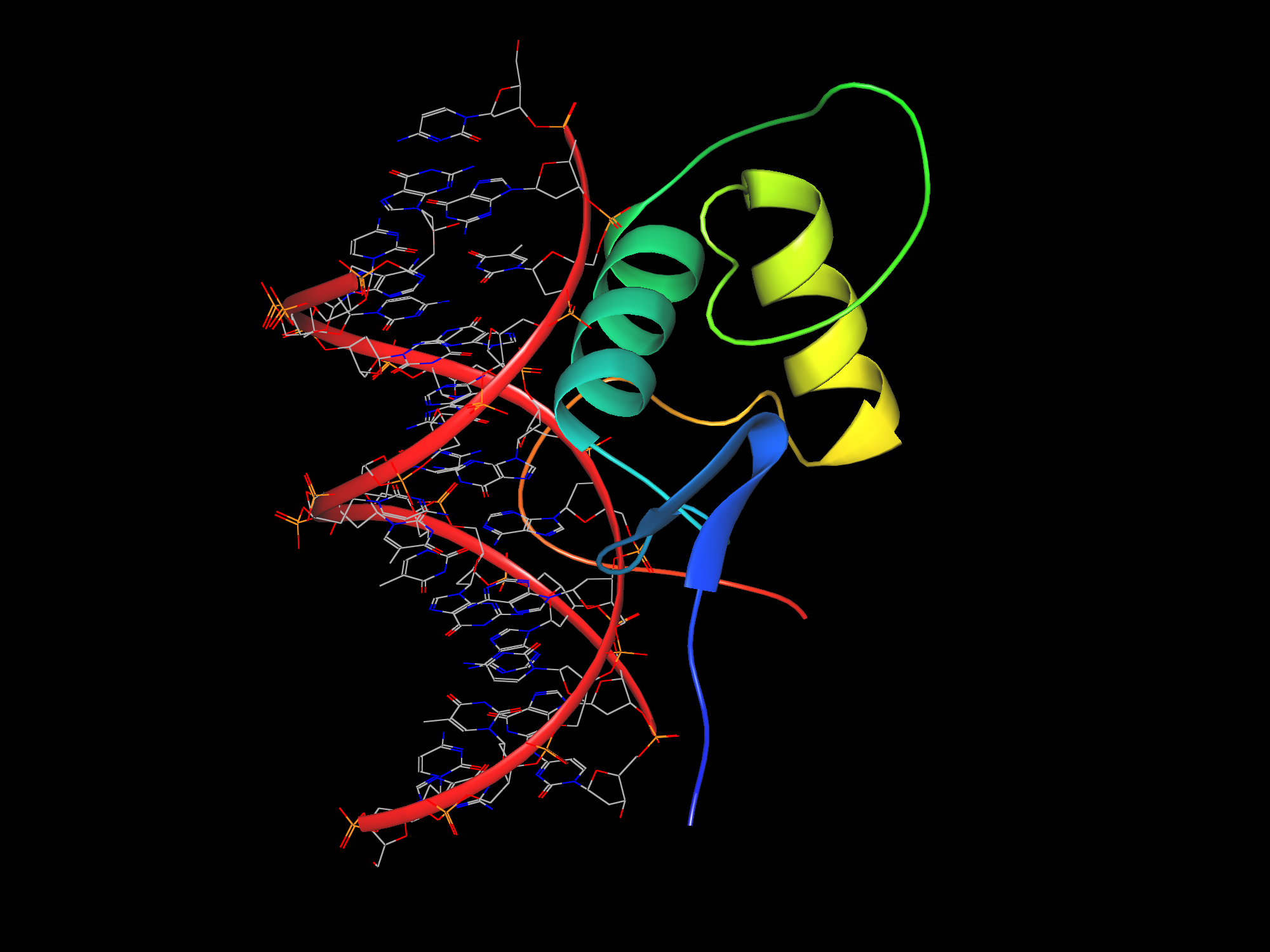
Kompleks receptora estrogenowego β z DNA (na ilustracji pokazano tylko ten fragment receptora, który wiąże się z DNA)

## Synteza lazofoksyfenu[3]
Synteza chemiczna lazofoksyfenu, opracowana przez firmę Pfizer, przebiega w kilku etapach. „Szkielet” związku powstaje w wyniku kondensacji 6-metoksy-3,4-dihydronaftalen-1(2H)-onu z 1-[2-(4-bromofenoksy)etylo]pirolidyną w obecności CeCl3 i butylolitu. W ten sposób powstaje 1-{2-[4-(6-metoksy-3,4-dihydronaftalen-1-ylo)fenoksy]etylo}pirolidyna, która jest następnie bromowana przy użyciu nadbromku pirydyny, tworząc bromowaną pochodną. Powstały produkt kondensuje się z kwasem fenyloboronowym w obecności tetra(trifenylofosforo)palladu i węglanu sodu, w wyniku czego otrzymuje się 1-{2-[4-(6-metoksy-2-fenylo-3,4-dihydronaftalen-1-ylo)fenoksy]etylo}pirolidynę (nafoksyden). Nafoksyden jest z kolei redukowany przy użyciu wodoru w obecności palladu i węgla, w środowisku etanol/metanol, dając racemat cis-1-{2-[4-(6-metoksy-2-fenylo-1,2,3,4-tetrahydronaftalen-1-ylo)fenoksy]etylo}pirolidyny. Demetylację tego związku prowadzi się w obecności BBr3 w dichlorometanie lub przy użyciu 48% roztworu kwasu bromowodorowego w środowisku gorącego kwasu octowego. W ten sposób powstaje lazofoksyfen w postaci racematu. Optycznie „czysty” związek otrzymać można różnymi metodami:
- poprzez chromatografię kolumnową w kolumnie chromatograficznej ChiralCel OD,
- w wyniku krystalizacji z wodorofosforanem binaftalen-2-ylu lub kwasem D-winowym,
- poprzez acylację i późniejszą hydrolizę octanu lazoksyfenu przy użyciu esterazy cholesterolowej[16].

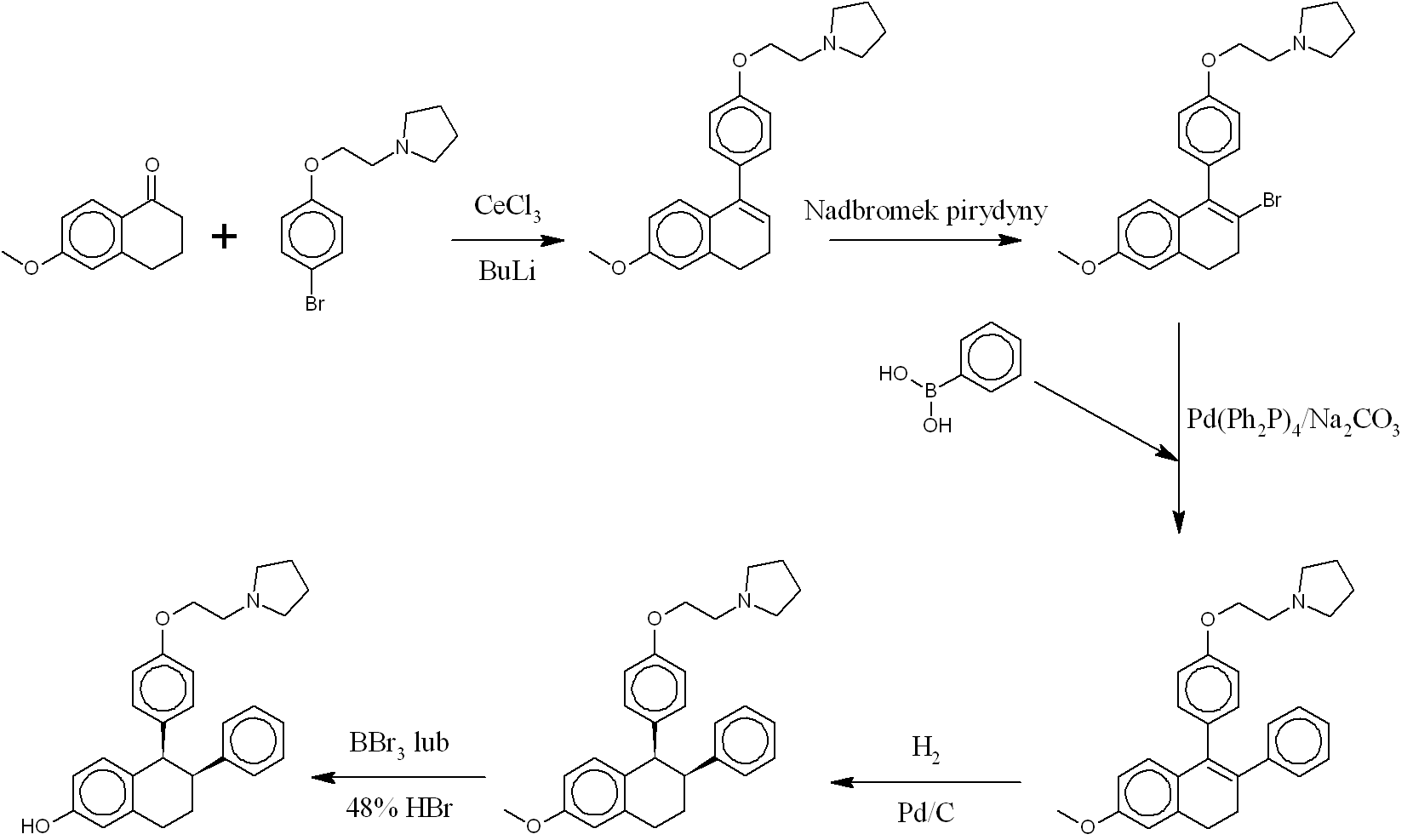
Etapy syntezy lazofoksyfenu

## Badania kliniczne
5-letnie, duże, wielonarodowe badanie PEARL zostało przeprowadzone wśród ponad 8000 kobiet w okresie pomenopauzalnym, które cierpiały na osteoporozę. Średnia wieku wynosiła 67 lat. Wszystkim kobietom podawano, oprócz lazofoksyfenu, także wapń (1 g/dobę) i witaminę D (400–800 j.m./dobę). Wyniki badań klinicznych przedtawia poniższa tabela.
| Podział złamań                                                                     | Lazofoksyfen | Placebo      | Spadek ryzyka złamania (w porównaniu z placebo) |
| ---------------------------------------------------------------------------------- | ------------ | ------------ | ----------------------------------------------- |
| Nowe złamania kręgów                                                               | n=2748 5,6%  | n=2744 9,3%  | 41%                                             |
| Nowe złamania kręgów u pacjentek z więcej niż jednym złamaniem na początku badania | n=778 8,7%   | n=774 14,2%  | 42%                                             |
| Nowe złamania kręgów u pacjentek bez poważniejszych wcześniejszych złamań          | n=2852 8,1%  | n=2852 10,4% | 24%                                             |
| Wszystkie złamania                                                                 | n=2852 9,3%  | n=2852 12,1% | 25%                                             |
| n – liczba pacjentek                                                               |              |              |                                                 |

Trzyletnie podbadanie badania PEARL na grupie 760 pacjentek wykazało, że lazofoksyfen istotnie zwiększa gęstość tkanki kostnej już po 3 miesiącach stosowania. Badania porównawcze z raloksyfenem wykazały, że odpowiedź na leczenie osteoporozy była znacząco większa w grupie kobiet przyjmujących lazofoskyfen (zwiększenie gęstości tkanki kostnej o 3,6% w przypadku zażywania lazoksyfenu oraz o 1,7% w przypadku raloksyfenu).

## Farmakokinetyka
Lazofoksyfen wchłania się powoli z przewodu pokarmowego, osiągając w ciągu 6 godzin maksymalne stężenie we krwi. Pokarm nie ma wpływu na farmakokinetykę leku. Preparat wiąże się z białkami osocza w ponad 99%. Lazofoksyfen jest intensywnie metabolizowany w wątrobie, głównie na drodze koniugacji z kwasem glukoronowym, zarówno samego leku, jak i jego hydroksylowej pochodnej, oraz przemian do metylowanych katecholi. Aktywność farmakologiczna dwóch pierwszych metabolitów jest odpowiednio 31 i 18 razy mniejsza niż lazofoksyfenu. W metabolizmie leku udział biorą izoenzymy cytochromu P450 – CYP2D6 i CYP3A4/5. Okres półtrwania leku wynosi 6 dni. Lek jest wydalany głównie z kałem, prawie wyłącznie w postaci metabolitów. Mniej niż 2% podanej dawki wydalane jest w postaci niezmienionej, z moczem.

## Wskazania
Lazofoksyfen wskazany jest w leczeniu osteoporozy u kobiet w okresie pomenopauzalnym, u których stwierdzono podwyższone ryzyko złamań. Lek może być stosowany w terapii długookresowej ze względu na brak szkodliwego działania na kości.

## Przeciwwskazania
- Nadwrażliwość na lazofoksyfen lub jakikolwiek inny składnik preparatu.
- Pacjentki, u których w przeszłości wystąpiły zdarzenia zakrzepowo-zatorowe, takie jak: zakrzepica żył głębokich, zator tętnicy płucnej, zakrzepica żyły środkowej siatkówki.
- Pacjentki, u których występują krwawienia z dróg rodnych o niewiadomej przyczynie.
- Lek jest przeznaczony do stosowania wyłącznie u kobiet w okresie pomenopauzalnym.

## Ostrzeżenia specjalne
1. Podczas stosowania SERM zwiększa się ryzyko wystąpienia żylnych powikłań zakrzepowo-zatorowych. Lazofoksyfen należy więc stosować ostrożnie u kobiet należących do grup zwiększonego ryzyka. Zaleca się również, aby leczenie lazofoksyfenem przerwać na 3 tygodnie przed planowanym zabiegiem chirurgicznym, po którym pacjentka będzie dłuższy czas unieruchomiona. Lekarz prowadzący leczenie powinien informować pacjentki o konieczności ruchu podczas długiej podróży.
2. U niektórych pacjentek odnotowywano nieznaczny wpływ lazofoksyfenu na błonę śluzową macicy, który objawiał się m.in. małym zwiększeniem częstości krwawień z pochwy oraz zmianami torbielowatymi[28].
3. Lazofoksyfen nie powinien być stosowany jako lek redukujący częstość i liczbę uderzeń gorąca.
4. Lek powinien być stosowany bardzo ostrożnie u pacjentek z zaburzeniami czynności wątroby i nerek.
5. Istnieją ograniczone dane świadczące o tym, że u kobiet leczonych lazofoksyfenem, u których w przeszłości wystąpiła hipertrójglicerydemia spowodowana stosowaniem doustnych estrogenów, może dojść do znacznego podwyższenia poziomu trójglicerydów we krwi. U tych pacjentek należy monitorować ich stężenie we krwi.
6. Badania nad wpływem lazofoksyfenu na rozrodczość, przeprowadzone na szczurach, wykazały, że lek opóźnia lub zakłóca przebieg porodu, powoduje zwiększoną śmiertelność młodych podczas porodu, zmienia osiąganie etapów rozwojowych oraz hamuje wzrost[29][30].

## Interakcje
Leki indukujące CYP3A4, takie jak fenytoina, karbamazepina, barbiturany, czy ziele dziurawca, obniżają stężenie lazofoksyfenu we krwi, co zmniejsza jego skuteczność.
Ketokonazol oraz paroksetyna, jako silne inhibitory izoenzymów biorących udział w metabolizmie lazofoksyfenu, zwiększają ekspozycję na ten lek odpowiednio o 20% i 35%, co jednak nie jest istotne klinicznie.
Lazofoksyfen należy stosować ostrożnie u pacjentek przyjmujących jednocześnie inhibitory pompy protonowej.
Jednoczesne podawanie lazofoksyfenu i warfaryny powoduje zmniejszenie stężenia tych leków we krwi odpowiednio o 8% i 16%. Nie jest to jednak interakcja istotna klinicznie.

## Działania niepożądane
Większość objawów ubocznych, występujących podczas leczenia lazofoksyfenem, ma charakter łagodny i nie wymaga przerwania podawania leku. Niemniej jednak 12,9% pacjentek przyjmujących lazofoksyfen musiało zrezygnować z leczenia z powodu działań niepożądanych (badanie PEARL). Do najczęściej występujących objawów ubocznych zaliczyć można:
- uderzenia gorąca,
- zaparcia,
- zwiększoną potliwość,
- skurcze mięśni,
- polipy macicy,
- przepuklina pęcherza moczowego,
- przerost endometrium,
- upławy,
- wzrost poziomu aminotransferazy asparaginowej.

Znacznie rzadziej występują:
- kandydoza i inne zakażenia pochwy,
- zakażenia dróg moczowych,
- włókniak, mięśniak gładki macicy,
- makrocytoza, małopłytkowość, niedokrwistość,
- zaburzenia metabolizmu glukozy,
- bóle głowy,
- zawał mózgowy,
- zespół niespokojnych nóg,
- suchość oka,
- częstoskurcz, kołatanie serca,
- zaburzenia zakrzepowo-zatorowe,
- rzekomoalergiczny nieżyt nosa, kaszel,
- bóle brzucha, nadbrzusza i podbrzusza,
- uczucie suchości w jamie ustnej,
- wzdęcia,
- zapalenie żołądka,
- zespół jelita drażliwego,
- kamica żółciowa,
- stłuszczenie wątroby,
- skórne objawy alergiczne,
- łysienie,
- bóle kostno mięśniowe,
- zaburzenia pracy dróg moczowych i narządów rodnych,
- zwiększenie masy ciała,
- bóle w klatce piersiowej,
- obrzęk obwodowy,
- zmęczenie.

## Preparaty
- Fablyn – Pfizer – tabletki powlekane 500 μg (w postaci winianu); dopuszczony do stosowania w lecznictwie 29 lutego 2009 we wszystkich krajach UE[32].